# Mario Magnozzi
Mario Giovanni Marcello Magnozzi (ur. 20 marca 1902 w Livorno, zm. 25 czerwca 1971 tamże) – włoski piłkarz i trener.

## Życiorys
Mario Magnozzi nazywany był Il Motorino (wł. motorynka). Był wychowankiem AS Livorno. W sezonie 1924/1925 został królem strzelców Serie A. W macierzystym klubie spędził niemal całą karierę. W latach 1930–1933 był piłkarzem i kapitanem AC Milan.
W reprezentacji Włoch rozegrał 29 meczów i zdobył 13 bramek. Brał udział w Igrzyskach Olimpijskich 1924 w Paryżu oraz cztery lata później w Amsterdamie. Włosi zdobyli wówczas brązowe medale pokonując w meczu o trzecie miejsce Egipt 11:3. Trzy gole w tym meczu zdobył Magnozzi.
Po zakończeniu kariery piłkarskiej Magnozzi został trenerem. Prowadził oba kluby, w których występował jako piłkarz oraz m.in. US Lecce i AEK Ateny. W sezonie 1936/1937 wygrał z AS Livorno Serie B.